# Henri Claudel
Henri Edouard Claudel (Saulxures-sur-Moselotte, 13 gennaio 1871 – Nizza, 20 febbraio 1956) è stato un generale francese.

## Biografia

### Inizio della carriera e prima guerra mondiale
Claudel divenne tenente colonnello il 24 settembre 1911, prima di essere assegnato al 3º reggimento di fanteria senegalese il 24 febbraio 1913. Diventò Cavaliere della Legione d'onore l'11 maggio 1913 e fu promosso colonnello il 1 novembre 1914, mentre ricevette il comando del 3º reggimento di fanteria coloniale. Poco dopo (6 dicembre), fu assegnato al comando del 33º reggimento di fanteria prima di prendere il comando della 65ª brigata di fanteria il 10 gennaio 1915. Il 31 agosto, Claudel divenne capo di stato maggiore della regione della fortezza di Verdun e, l'11 ottobre, assunse lo stesso ruolo nel Gruppo d'armate Est. Divenne secondo aiutante di campo dello stato maggiore dell'esercito francese il 22 gennaio 1916 e il 1º ottobre fu promosso generale di brigata, poco dopo (28 ottobre) essere nominato ufficiale della Legion d'Onore. Il 20 maggio fu nominato comandante della 59ª divisione di fanteria di riserva, posizione che mantenne fino alla sua promozione al grado di maggiore generale e comandante del 17º corpo il 10 giugno 1918.

### Dopo guerra
Dopo la fine della prima guerra mondiale rimase con il 17º corpo d'armata fino al 1º marzo 1919, rimase non assegnato fino a quando fu nominato comandante dell'esercito francese dell'Est il 20 maggio dello stesso anno. Fu rilasciato da questo ruolo l'8 aprile 1920, divenne comandante della Legion d'Onore il 16 giugno e non ricoprì un incarico fino al 12 novembre, quando divenne membro del Comitato consultivo della difesa coloniale. Il 17 marzo 1922 fu posto sotto il comando delle truppe nell'Africa occidentale francese, ruolo che svolse fino al 23 febbraio 1924. Il 17 ottobre Claudel fu nominato comandante del corpo coloniale francese e, dal 3 giugno 1925 al 13 gennaio 1936, ispettore generale delle truppe coloniali, incarico che ricoprì contemporaneamente alla presidenza del Comitato consultivo per la difesa coloniale.

## Gradi
- 24/09/1911: Tenente colonnello
- 01/11/1914: Colonnello
- 01/10/1916: Generale di brigata
- 10/06/1918: Generale di divisione